# ديه لينتون
ديه لينتون (بالإنجليزية: Des Linton)‏ هو لاعب كرة قدم بريطاني في مركز الدفاع، ولد في 5 سبتمبر 1971 في برمنغهام في المملكة المتحدة. لعب مع سويندون تاون وليستر سيتي ونادي بيتربورو يونايتد ونادي كامبريدج ستي ونادي لوتون تاون.

## وصلات خارجية
- ديه لينتون على موقع Soccerbase.com (لاعب) (الإنجليزية)